# غوردون جونسون (مؤرخ)
غوردون جونسون (بالإنجليزية: Gordon Johnson)‏ هو مؤرخ بريطاني، ولد في 13 سبتمبر 1943.